# Norwegian Air UK
Norwegian Air UK era una compagnia aerea del Regno Unito controllata al 100% da Norwegian Air Shuttle. Fondata nel novembre 2015, operava con Boeing 787-9 con servizio regolare dall'aeroporto di Londra-Gatwick in Europa, Asia, Nord America e Sud America. La sua sede principale si trovava a First Point, vicino all'aeroporto di Gatwick.
Nel gennaio 2021, Norwegian ha annunciato che avrebbe interrotto tutte le operazioni a lungo raggio per concentrarsi sulla sua rete di rotte europee a corto raggio.

## Flotta

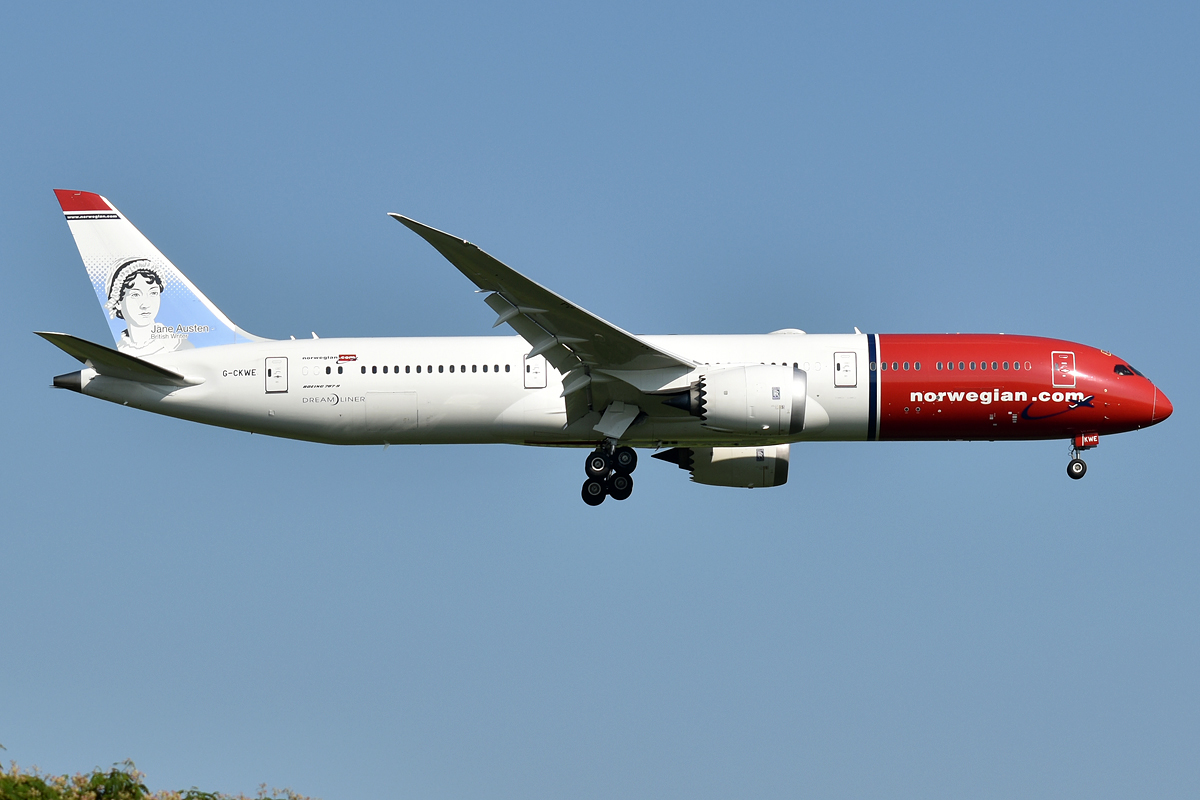
Un Boeing 787-9 di Norwegian Air UK.

Al momento della chiusura a gennaio 2021, la flotta Norwegian Air UK risultava composta dai seguenti aerei:

### Flotta storica
Nel corso degli anni, Norwegian Air UK ha operato con i seguenti modelli di aeromobili: